# Épisodes de Mission Pirates

Cet article présente le guide des épisodes de la série télévisée Mission pirates.

## Épisode 1Le jeu
- États-Unis :
- Australie : sur Network Ten
- France : sur Fox Kids Puis sur Jetix
- Belgique : sur La Deux

## Épisode 2:Le sanctuaire
- États-Unis :
- Australie :
- France : sur Fox Kids Puis sur Jetix
- Belgique : sur La Deux

## Épisode 3:Close Call
- États-Unis :
- Australie :
- France : sur Fox Kids Puis sur Jetix
- Belgique : sur La Deux

## Épisode 4:Chantage
- États-Unis :
- Australie :
- France : sur Fox Kids Puis sur Jetix
- Belgique : sur La Deux

## Épisode 5:La grande évasion
- États-Unis :
- Australie :
- France : sur Fox Kids Puis sur Jetix
- Belgique : sur La Deux

## Épisode 6:L'île hantée
Titre original
Haunted Island
Numéro de production
6 (1.6)
Première diffusion
- États-Unis :
- Australie :
- France : sur Fox Kids Puis sur Jetix
- Belgique : sur La Deux

Résumé détaillé
Nicholas et Sarah tentent de recharger les batteries du scanner à la lumière du jour mais sans succès, à ce moment-là Kate arrive. Elle se dit que si plusieurs de ses biens étaient avec eux quand ils sont arrivés dans ce monde comme son sèche-cheveu ou sa stéréo, ils pourraient utiliser leurs piles pour les batteries du scanner rentrer chez eux. Mais c'est l'enfant Perry qui l'a en sa possession. Quand Carmen veut l’échanger aux Pirates, Perry s'énerve et s'enfuit pareil lorsque Mars le trouve et lui demande de le rendre à Kate. Alors que Kate réconforte Sarah, Mars les prévient que c'est Perry qui a la stéréo, ils se divisent en deux équipes pour le retrouver. Pendant ce temps, Coupe-Gorge et deux autres pirates viennent sur l'île et se lancent à la poursuite de Kate et Sarah qui avaient entretemps repéré Perry. Quand ce dernier semble avoir traversé un nouveau symbole en forme de tête de mort, Kate le franchit disant à Sarah de se cacher des Pirates qu'elle avait repérés. Elle arrive sur l'île hantée, Coupe-Gorge la suit peu après mais fait demi-tour en entendant la voix d'un fantôme et retourne avec ses compagnons sur le navire pour prévenir Blackheart. Sarah, ayant entendu leur conversation, court prévenir Mars et Nicholas qui cherchaient toujours Perry bien caché. Quand Blackheart apprend que Kate est sur l'île hantée, il s'y rend avec ses hommes, (il comprend aussi que les enfants se rendent rapidement sur l'ensemble des îles grâce aux portails). Pendant ce temps, Kate tombe sur le fantôme du capitaine Quade croyant qu'elle voulait lui voler son trésor. Il finit par lui dire que son assassin est Blackheart, ce dernier l'ayant étranglé pour mettre la main sur la carte du trésor du Fétiche d'or, il lui révèle également que la carte ne vaut rien sans son journal de bord. Au moment où Quade va tuer Kate, elle est sauvée par l'arrivée de Blackheart et ses hommes. Quade part l'affronter, met en fuite ses hommes et l'affronte à l’épée. Après que Blackheart lui ait dit qu'il méritait de mourir car il l'avait trahi voulant le Fétiche d'or pour lui, Quade s'énerve et Blackheart finit par s'enfuir. Lorsque Quade revient pour tuer Kate, elle utilise son journal de bord comme bouclier et s'enfuit laissant Quade pousser un cri de rage puis elle tombe sur Mars venu la chercher et les deux repartent sur leur île.

## Épisode 7:Les plantes parlantes
Titre original
Talking Plants
Numéro de production
7 (1.7)
Première diffusion
- États-Unis :
- Australie :
- France : sur Fox Kids Puis sur Jetix
- Belgique : sur La Deux

Résumé détaillé
Alors que Kate, Sarah et Nicholas explorent le journal de leur père, Sarah trouve une page parlant d'étranges plantes puis Kate et Nicholas décident de voir au village si Perry n'est réapparu avec la stéréo. Au village, Kate demande à Mars et Carmen d'être prévenue si Perry réapparaissait mais cette dernière comptant l'échanger contre la liberté de tous les Enfants Naufragés, cela intensifie la rivalité entre les deux jeunes filles. Kate propose alors à Carmen la stéréo contre le journal de Quade ; elle finit par accepter. Pendant ce temps, Blackheart confie à Dugal qu'il a réussi à déchiffrer la carte de Quade et qu'il sait où se trouve le trésor. Quand Dugal confie ses craintes à Blackheart comme quoi leur équipage sont des tueurs peu dignes de confiance, ce dernier lui révèle qu'une fois le trésor trouvé, il se débarrassera d'eux, tout en recouvrant son poignard de poison, étonnant et choquant Dugal. Pendant ce temps, Sarah prévient Kate par téléphone portable qu'elle a trouvé le symbole représentant la plante du livre. Quand Blackheart et ses hommes arrivent, Sarah panique. Kate lui conseille de se cacher, mais Sarah s'enfuit en franchissant le portail. Kate demande à Carmen et Mars de l'aider à trouver ce symbole puis Mars explique que Sarah est sur l'île aux plantes, et accepte de l'accompagner malgré la dangerosité de cette île. En arrivant près du symbole, ils tombent sur Blackheart et ses hommes. Sarah voulant appeler Kate les fait repérer et Blackheart blesse Mars avec son poignard empoisonné avec lequel il compte tuer ses hommes une fois le trésor trouvé. Kate emmène Mars à sa cachette une fois qu'il ressent les effets du poison. Sur conseil de Mars, elle demande un remède à Carmen mais cette dernière ne lui donnera que si elle l'amène à sa cachette mais Kate refuse. Après une énième dispute entre les deux jeunes femmes, Carmen accepte mais confie à sa rivale qu'une fois Mars rétabli, il lui révélera où se trouve sa cachette. Puis Kate envoie Nicholas chercher Sarah qui ne donne plus de nouvelles. Entre temps, Sarah se perd sur l'île aux plantes mais tombe sur une plante parlante qui accepte de l'aider à rentrer chez elle. Pendant ce temps, Blackheart et ses hommes trouvent un coffre qui s'avère rempli de pierres et d'un seul doublon en or avec un mot signé de Quade disant que le trésor du Fétiche d'or ne peut être trouvé qu'avec son journal. Fou de rage, Blackheart et ses hommes retournent à leur bateau. Nicholas en profite pour franchir le portail et tombe sur Sarah avec sa plante parlante. Complètement rétabli, Mars revient au village avec Kate, quand Carmen lui demande où est la cachette secrète de sa rivale, il répond simplement que cette une maison dans un arbre faisant mine de ne pas se rappeler l'endroit précis, par respect pour Kate.

## Épisode 8:L'enfant Perry
Titre original
Perry the Kid
Numéro de production
8 (1.8)
Première diffusion
- États-Unis :
- Australie :
- France : sur Fox Kids Puis sur Jetix
- Belgique : sur La Deux

Résumé détaillé
Nicholas ne supporte plus que les choses n'avancent pas : Kate plongée dans son grimoire et Sarah parlant avec sa plante parlante, il décide de prendre les choses en main. Il finit par attirer Perry et le poursuit. Coupe Gorge l’attrape mais Perry le sauve et les deux s’enfuient. Perry dit que personne ne veut de lui et s'enfuit. Nicholas retourne à la cachette prévenir ses sœurs et Mars. Il révèle que Perry a une bonne cachette mais par respect pour lui avoir sauvé la vie ne l'a pas suivi pour récupérer la stéréo. Mars en déduit que sa cachette est sur la grande île. Quand Perry retourne au village, il demande à son ami Lizard de quoi manger mais il se fait repérer par Carmen. Il tente de s'enfuir mais se fait prendre. Carmen lui propose à manger contre la stéréo de Kate mais il refuse. Folle de rage, Carmen le bannit de leur tribu prétendant que Mars est d'accord aussi, Perry fou de chagrin s'enfuit à sa cachette et manque d'être découvert par Blackheart et ses hommes. Il tombe sur Nicholas mais n'ayant plus confiance en personne et mourant de faim, il va sur le bateau pirate. Sarah décide d'appeler sa plante Clochette. Nicholas lui demande de prévenir Kate et Mars que Perry va sur le bateau pirate et qu'il compte le sauver pour le remercier. Une fois prévenue, Kate envoie Sarah chercher Mars pendant qu'elle fait diversion en empêchant Blackheart et le gros de ses hommes de retourner à leur navire. Perry s'étant fait prendre par Darcy et Cinq Epices, leur propose de les rejoindre. Ils acceptent à condition qu'il leur apporte la lorgnette de Mars. Il s'exécute mais quand Nicholas lui apprend que Carmen a menti (Mars ne l'ayant jamais banni), il berne Darcy qui l'attendait avec l'aide de Nicholas puis ils s'enfuient. Pour remercier Nicholas, Perry veut lui remettre la stéréo mais ils découvrent que les Pirates sont passés avant eux et que la stéréo est maintenant entre les mains de Blackheart. Une grande fête est organisée pour fêter le retour de Perry nommé gardien de la lorgnette. À partir de cet instant, Mars et Kate commencent à tomber amoureux, Carmen le remarque et les observe, furieuse.

## Épisode 9:Le deuxième Power-up
Titre original
The Second Power-Up
Numéro de production
9 (1.9)
Première diffusion
- États-Unis :
- Australie :
- France : sur Fox Kids Puis sur Jetix
- Belgique : sur La Deux

Résumé détaillé
Kate met au point un plan pour récupérer sa stéréo. Alors que Blackheart s'apprête à lui tirer dessus à coups de canon, elle lui propose sa stéréo contre le journal de Quade permettant de trouver le trésor du Fétiche d'or. Ils conviennent de faire l'échange sur la plage, seuls. Pendant ce temps, Nicholas trouve dans la cachette secrète un jetpack permettant de voler. Sur la plage, Blackheart et Kate s'apprêtent à faire l'échange, avec Sarah et Mars dans les fourrés et les hommes de Blackheart sur le bateau. Soudain, Mars avertit Kate de quelque chose de bizarre mais trop tard car elle se fait attraper par les hommes de Blackheart qui étaient cachés sous le sable. Elle parvient toutefois à remettre la stéréo à Mars, lui disant de s'enfuir, ce dernier semblant obéir. Sarah prévient Nicholas que Kate s'est faite capturée. Quand Blackheart découvre que cette dernière l'a berné en arrachant toutes les pages ne lui laissant qu'un journal vide, il ordonne de la tuer. Mais Mars surgit et les empêche en menaçant leur capitaine de son sabre. Blackheart parvient à dégainer son sabre et au terme du combat Mars est désarmé et capturé. Au moment où Blackheart s'apprête à triompher, Nicholas apparaît avec son jetpack permettant à Kate et Nicholas de s'enfuir mais Blackheart reste en possession de la stéréo. De retour à la cachette, Mars révèle à Kate, Sarah et Nicholas qu'il a pu garder le dvd de la stéréo, empêchant Blackheart de s'en servir à nouveau.

## Épisode 10:Le cauchemar
Titre original
Nightmare
Numéro de production
10 (1.10)
Première diffusion
- États-Unis :
- Australie :
- France : sur Fox Kids Puis sur Jetix
- Belgique : sur La Deux

Résumé détaillé
Blackheart ordonne à Carmen d'utiliser sa connaissance médicale pour le guérir de ses cauchemars.

## Épisode 11:Le langage des plantes
Titre original
Plantspeak
Numéro de production
11 (1.11)
Première diffusion
- États-Unis :
- Australie :
- France : sur Fox Kids Puis sur Jetix
- Belgique : sur La Deux

Résumé détaillé
Blackheart est toujours furieux que Kate ait déchiré toutes les pages du journal de Quade ne lui laissant qu'un journal quasiment vide, il décide de la capturer. Il ordonne à Dugal de disperser ses Pirates sur la Grande île. Clochette tente de prévenir Sarah de la présence des Pirates sur l'île mais cette dernière croit que sa plante a soif. Sur le point de sortir lui chercher de l'eau, elle manque d'être découverte par les Pirates et comprend que Clochette essayait de la prévenir, Kate est convaincue contrairement à Nicholas qui croit sa jeune sœur folle. Blackheart met le cap sur l'île des Naufragés, quand Kate voit son navire disparaître laissant les Pirates derrière elle se doute qu’il mijote quelque chose. Blackheart ordonne à Carmen de lui dire où est la cachette de Kate mais elle lui répond qu'elle l'ignore. Faisant mine de ne pas la croire, il lui révèle qu'il ne va pas tarder à la trouver et la renvoie. Carmen le dit à Mars qui coure prévenir Kate mais il s'agit en fait du plan de Blackheart, consistant à suivre le messager (Mars en l’occurrence) pour trouver la cachette de Kate. Pendant ce temps, Sarah commence à comprendre un peu mieux Clochette. Entretemps, Mars se rend compte qu'il est suivi et réussit à semer Darcy et Coupe Gorge. Il prévient Kate, Sarah et Nicholas que Backheart a trouvé leur repaire et l'a dit à Carmen. Mais en discutant avec Kate, il comprend que Blackheart attendait qu'il vienne la prévenir pour trouver la cachette et Kate est d'accord. Furieux de l'incompétence de ses hommes Blackheart imagine un autre plan et décide d'utiliser la stéréo de Kate comme appât. Il oblige Perry à délivrer un faux message à Kate et Mars puis il le prend en otage avec Carmen. Pendant ce temps Clochette réussit à faire comprendre à Sarah et Nicholas que Kate et Mars sont en danger à cause des Pirates. Malheureusement, Mars se fait prendre avec Kate de même que Nicholas qui tentait de la prévenir. Clochette demande alors aux plantes grimpantes d'aider les amis de Sarah en ligotant Blackheart et ses hommes, Kate et les autres en profitent pour s'enfuir. Lorsque Kate, Nicholas et Mars reviennent à la cachette, Sarah comprend à travers leur conversation que c'est Clochette qui les a sauvés, en demandant de l'aide aux plantes grimpantes. Kate comprend que Clochette communique par télépathie. Sarah remercie sa fleur disant qu'elle est la meilleure et l'embrasse en remerciement.

## Épisode 12:L'attaque du fantôme
Titre original
Ghost Attack
Numéro de production
12 (1.12)
Première diffusion
- États-Unis :
- Australie :
- France : sur Fox Kids Puis sur Jetix
- Belgique : sur La Deux

Résumé détaillé
Pour récupérer sa stéréo, Kate demande à Mars de se rendre au bateau pirate et de glisser son téléphone portable dans un tonneau, l'utilisant comme un talkie-walkie entre le bateau de Blackheart et celui de Quade rendant les Pirates superstitieux et effrayés. Mais ils finiront par se rendre compte de la supercherie. En se glissant dans la cabine principale pour récupérer la stéréo de Kate, Mars se fait capturer par les Pirates. Il parvient néanmoins à se libérer et à s'enfuir avec la stéréo. Il la cache dans un tonneau sur la plage et coure prévenir Kate, Sara et Nicholas, mais à ce moment là, Carmen apparaît et s'empare de la stéréo.

## Épisode 13:La confrontation
Titre original
The Showdown
Numéro de production
13 (1.13)
Première diffusion
- États-Unis :
- Australie :
- France : sur Fox Kids Puis sur Jetix
- Belgique : sur La Deux

Résumé détaillé
Kate, Sara et Nicholas reviennent avec Mars sur la plage prendre la stéréo mais découvre le tonneau vide. Kate comprend très vite que la stéréo est entre les mains de Carmen, elle lui propose la stéréo contre les pages arrachées du journal de Quade. Pour la convaincre elle lui dit qu'avec les batteries de la stéréo, elle et sa famille pourront rentre chez eux et ne reviendront plus jamais, en entendant ça Mars furieux et triste s'éclipse. Entretemps, Coupe Gorge et Darcy ont trouvé un portail en espionnant Kate franchissant un portail et courent prévenir leur capitaine. Alors que l'échange est sur le point de se conclure Kate demande où est Mars pour lui dire au revoir, Carmen refuse mais Perry accepte. Kate tente de réconforter Mars mais ce dernier la repousse. Plus tard, il aperçoit Blackheart et ses Pirates se dirigeant vers le village. Alors que Kate, Sara et Nicholas s'apprêtent à rentrer chez eux, les Pirates arrivent et Dugal contrarient leurs plans. Kate, Sara et Nicholas parviennent à s'enfuir mais Mars est capturé. Coupe Gorge capture Sara et Nicholas peu après laissant Kate seule. Elle revient avec le scanner, cette fois programmé pour la destruction. Elle déclenche une tempête qui permet à Mars, Sara et Nicholas de s'échapper mais le village est détruit et le groupe s'enfuit. Blackheart combat la tempête et parvient à l'arrêter tout en reprenant le scanner et la stéréo. Kate est abattue, elle croit que tout est de sa faute et avec le scanner programmé pour la destruction, elle ignore ce que Blackheart pourra faire.

## Épisode 14:L'énigme
Titre original
The Riddle
Numéro de production
14 (1.14)
Première diffusion
- États-Unis :
- Australie :
- France : sur Fox Kids Puis sur Jetix
- Belgique : sur La Deux

Résumé détaillé
Blackheart trouve une énigme, et l'utilise pour trouver le Premier Indice du trésor du Fétiche d'or. Kate se rend compte que la seule façon de récupérer le scanner est de battre Blackheart à la course au trésor et faire un échange. Kate trouve un coffre en utilisant l'énigme et trouve une clé noire à l'intérieur, Blackheart la vole ainsi que les pages du journal de Quade, laissant Kate impuissante encore une fois.

## Épisode 15:Kate trouve un sabre
Titre original
Kate Finds a Sword
Numéro de production
15 (1.15)
Première diffusion
- États-Unis :
- Australie :
- France : sur Fox Kids Puis sur Jetix
- Belgique : sur La Deux

Résumé détaillé
Kate s'entraîne au judo avec Nicholas pour se défendre et ne plus être humiliée par Blackheart mais elle se fait facilement battre. De son côté, Blackheart savoure son triomphe : Ayant la carte, la clé et le journal de Quade il est persuadé de trouver très bientôt le Fétiche d'or. Kate n'aimant pas Nicholas comme instructeur cherche un remplaçant, Sarah lui suggère Mars et finit par la convaincre. Ce dernier accepte de l'entraîner à condition qu'elle trouve un sabre. Kate a alors l'idée de prendre celui du capitaine Quade. Une fois chez Quade, elle fait diversion en lui révélant que Blackheart a son journal, qu'il va trouver le Fétiche d'or et en le provoquant. Il se lance à ses trousses et Kate découvre que Quade ne supporte pas la lumière. Nicholas trouve le sabre mais révèle accidentellement sa présence. Quade s'apprête à le tuer mais Kate le sauve en allumant une torche et les deux s'enfuient avec son sabre. Kate retourne voir Mars pour qu'il l'entraîne mais il coupe le sabre de Quade en deux et refuse une fois encore. Kate révèle alors à Sarah et Nicholas qu'elle compte voler le sabre de Blackheart. Elle lui lance un défi disant que s'il refuse il sera à jamais un couard. Kate rassure Sarah et Nicholas en disant qu'elle a un plan : elle ne va pas défier Blackheart mais utiliser le jetpack pour lui voler son sabre et s'enfuir. Par précaution, Nicholas l'entraîne. Quand Dugal fait part de ses inquiétudes à son capitaine au sujet de leurs hommes, Blackheart lui répond qu'il n'a pas peur d'eux et qu'il va relever le défi mais veut être sûr que les dés seront pipés. Kate va sur la plage avec Nicholas et lui demande de se cacher. Dugal la rejoint accompagné de son capitaine, mais Kate découvre qu'il s'agit de Coupe Gorge déguisé et Blackheart surgit derrière elle. Elle tente de s'enfuir en s'envolant mais il l’attrape par la jambe et détruit le jetpack. Il ordonne à Coupe Gorge de s'occuper d'elle mais Kate l'envoie valser grâce à une prise de judo, assommant Blackheart au passage. Elle lui vole son sabre et s'enfuit avec Nicholas. Blackheart prend un des sabres de Géant, un de ses pirates, pour remplacer le sien. Après avoir apporté le sabre de Blackheart surprenant Carmen et Mars, ce dernier tient sa promesse et accepte d'entraîner Kate, à la joie de celle-ci.

## Épisode 16:L'entraînement
Titre original
Training
Numéro de production
16 (1.16)
Première diffusion
- États-Unis :
- Australie :
- France : sur Fox Kids Puis sur Jetix
- Belgique : sur La Deux

Résumé détaillé
Mars entraîne Kate pour qu'elle apprenne à se servir du sabre de Blackheart devenu sien. En déchiffrant les indices à sa disposition, Blackheart découvre qu'il doit trouver une porte sans serrures. Pendant ce temps, Carmen renverse Mars, après que les Naufragés aient voté pour elle, et le remplace comme chef de village.

## Épisode 17:Mars, restitué
Titre original
Mars Restored
Numéro de production
17 (1.17)
Première diffusion
- États-Unis :
- Australie :
- France : sur Fox Kids Puis sur Jetix
- Belgique : sur La Deux

Résumé détaillé
Kate discute avec Sarah. Croyant que c'est sa faute si Mars n'est plus le chef des Naufragés, et comme elle ne peut pas avoir le soutien des Naufragés, décide pour sauver son frère et sa sœur de trouver le trésor. Les Pirates commençant à s'impatienter envoient Dugal pour savoir où en est leur capitaine. Blackheart, exténué confie à son second qu'il doit trouver un indice permettant d'ouvrir une porte sans serrures mais ignore ce que ça veut dire. Quand Dugal demande si ce sera long, Blackheart comprend que ses hommes commencent à s'impatienter et envoie Dugal leur dire que s’ils viennent se plaindre il les étripe et ajoute que si Dugal vient le déranger encore une fois il le jettera aux requins. Pendant ce temps, Carmen se comporte de façon tyrannique. Pour conforter sa position de chef elle demande à Mars de débarrasser ses affaires de la tente du chef et exige de savoir où est la cachette de Kate. Mars refuse et Carmen menace de le bannir s'il ne parle pas. Refusant toujours de répondre, il s'en va laissant Carmen furieuse et abasourdie. Mars se rend à la cachette et raconte à Kate et Sarah qu'il compte trouver le Fétiche d'or mais elles parviennent à le convaincre de continuer à entraîner Kate. Agissant toujours de façon tyrannique, Carmen commence à agacer Lizard et Perry puis leur confie une mission. À la cachette, Kate est toujours aussi peu douée au sabre, Nicholas vient raconter au groupe que les Naufragés font quelque chose d'étrange. Demandant à Lizard ce qui se passe, Mars apprend que Carmen a ordonné aux Naufragés de marquer les arbres d'une croix jusqu'à ce qu'ils trouvent la cachette de Kate. Mars propose de voler la clé à Blackheart pour la donner à Carmen, ainsi elle en oubliera la cachette mais Kate préfère suivre son idée : nettoyer les arbres pour embrouiller les Naufragés mais la peinture résiste. Mars propose son idée une fois encore Kate lui répond non et il s'en va, Kate finit par remarquer son absence. Mars s'introduit sur le bateau pirate mais ne réussit finalement qu'à récupérer le ballon des enfants volé par les Pirates, Kate assiste à sa fuite avec ses jumelles. Blackheart punit ses hommes d'avoir laissé filer Mars en leur faisant laver le pont. Quand Mars veut retourner sur le bateau, Kate réussit à l'en dissuader disant qu'elle ne veut pas le perdre. Pendant ce temps, Carmen et les Naufragés continuent leurs recherches. Sarah et Nicholas les voyant tout près de leur cachette comprennent qu'ils vont bientôt la trouver mais Nicholas a l'idée de voler toute leur peinture pour qu'ils ne puissent plus marquer d'arbres. Le plan marche, mais Carmen furieuse refuse d'abandonner et décide de refaire de la peinture toute la nuit. Sarah, ayant entendu la conversation prévient Mars et Kate mais elle a une idée pour sauver leur cachette. De leur côté, Lizard et Perry en ont plus qu'assez de Carmen et de sa tyrannie. Quand elle revient avec les Naufragés où ils étaient hier, ils découvrent plus d'arbres marqués. Folle de rage, Carmen comprend que Kate est derrière tout ça et ordonne de tout recommencer. C'est le moment que choisit Mars pour apparaître, il rappelle aux Naufragés que leur but est de battre les Pirates, trouver le trésor pour rentrer chez eux, et que leur chef est censé le savoir. Il ajoute que pourchasser Kate qui est une amie fidèle est inutile et il rentre au village jouer au ballon. Carmen tente de conserver sa position de chef mais les Naufragés ne la supportant plus s'en vont en la laissant seule et amère. Kate, cachée dans les fourrés savoure la chute de son ennemie puis retourne à la cachette pour rassurer Sarah et Nicholas disant que les Naufragés ne leur poseront plus de soucis, Sarah demande à propos de Carmen, Kate lui répond en souriant qu'elle n'en posera plus jamais car elle n'est plus leur chef. De leur côté, les Naufragés jouent au ballon avec Mars, redevenu leur chef.

## Épisode 18:La pièce blanche
Titre original
The White Room
Numéro de production
18 (1.18)
Première diffusion
- États-Unis :
- Australie :
- France : sur Fox Kids Puis sur Jetix
- Belgique : sur La Deux

Résumé détaillé
Kate et Mars font un accord : s'aider à chercher le trésor, jurant de le diviser 50/50 pour les Naufragés et Kate pour échanger pour le scanner. Mars met en place un piège. Blackheart tombe dedans et Kate vole la clé, puis la porte de fer. Elle la frappe, un trou de la serrure brûle dans la porte et elle entre dans la pièce blanche avant que Blackheart n'arrive à l'intérieur. Mars est furieux que Kate n'ait pas tenu sa promesse, Carmen se réjouit car elle a de nouveau Mars de son côté. À l'intérieur, Kate trouve une roue flottante en bois, elle enferme temporairement Blackheart et ses hommes à l'intérieur et fait fuir Darcy. Mais au moment où elle part, Mars s'en empare avec Carmen et lui dit qu'ils ne sont plus amis. Kate doit maintenant lutter contre les Pirates mais aussi avec les Naufragés.

## Épisode 19:Kate contre Mars
Titre original
Kate vs Mars
Numéro de production
19 (1.19)
Première diffusion
- États-Unis :
- Australie :
- France : sur Fox Kids Puis sur Jetix
- Belgique : sur La Deux

Résumé détaillé
Kate s'entraîne sur la plage avec son sabre. Elle se rend discrètement avec Nicholas au village des Naufragés pour récupérer la roue mais ils sont surpris par Mars qui faisait semblant de dormir et qui est en possession de la roue. Carmen arrive peu après et le ton monte, Kate et Nicholas décident de partir. Sur le bateau pirate, Darcy reconnaît parmi les pages du journal de Quade, la roue que Kate a pris dans la pièce blanche et suggère de la récupérer. Blackheart approuve et nomme Darcy chef de l'expédition mas lui conseille de ne pas échouer. De leur côté, Carmen et Mars se questionnent sur le fonctionnement de la roue et ce dernier décide d'aller voir Quade qui détient toutes les réponses. Carmen approuve et emporte le sabre de Quade qu'elle avait conservé, après Kate l'ai volé et que Mars avait brisé, pensant que ça le mettrait de bonne humeur. Cachée près du village des Naufragés, Kate espionne avec Nicholas et voit Mars et Carmen partir et ils décident de les suivre. Darcy et Coupe Gorge voit Mars et Carmen franchir un portail, Coupe Gorge veut les attraper mais Darcy le retient, lui rappelant que le capitaine veut Kate. Kate et Nicholas franchissent à leur tour le portail et tentent de ne pas perdre Mars et Carmen mais sont arrêtés par les deux pirates. Après avoir vainement tenté de leur expliquer qu'elle n'a plus la roue, elle et Nicholas réussissent à s'enfuir et à regagner leur cachette sans être vus ou suivis. Kate est furieuse d'avoir perdu Mars et Carmen à cause des Pirates. Pendant ce temps, Mars et Carmen se rendent chez Quade. Elle lui rend son sabre, Quade est ravi mais devient furieux quand il voit son sabre brisé, Carmen tente de se défendre en disant que c'est Kate la responsable mais Quade répond qu'ils paieront pour elle. Sur le bateau pirate, Darcy et Coupe Gorge font leur rapport à Blackheart. Darcy révèle à Blackheart que Kate n'a plus la roue et qu'il se trompait depuis le début, Coupe Gorge ajoute qu'il ne pouvait pas le savoir et que c'est le chef des Naufragés qui la détient. Quand Blackheart leur demande pourquoi ils n'ont pas capturé Mars, Coupe Gorge répond qu'il voulait le faire mais que Darcy lui a dit que non. Pendant ce temps, Quade tente de tuer Carmen et Mars mais ce dernier se défend comme il peut. Quand Carmen lui montre la roue, il se calme un temps leur demandant où ils l'ont eue. Elle lui répond qu'ils l'ont reprise à Kate qui avait aussi volé son journal. Mais Quade reprend les hostilités quand il comprend qu'ils veulent aussi son trésor. Il récupère la roue, Carmen s'enfuit grâce à Mars faisant diversion mais ce dernier est désarmé et capturé. Sarah informe Kate et Nicholas que si une des plantes voit Mars et Carmen, Clochette donnera l'alarme. Blackheart et ses hommes se rendent au village des Naufragés et après avoir menacé de piller, détruire le village et tuer le monde, Perry lui avoue que Mars et Carmen sont partis sur l'île hantée. Carmen appelle Kate à l'aide lui demandant son soutien pour sauver Mars, en échange elle aura la roue. D'abord réticente, Kate finit par accepter. Nicholas et Sarah tentent de l'en dissuader mais Kate les rassure sachant qu'elle connaît le point faible de Quade. Une fois sur place avec Carmen, Kate utilise sa lampe contre le Fantôme et récupère la roue mais Quade fait appel au vent pour l'éteindre et lance son épée contre eux. Carmen tente de proposer Kate à Quade en échange de leur liberté mais il refuse. Carmen prend peur et s'enfuit, Mars et Kate font équipe et réussissent à vaincre l'épée et s'enfuient à leur tour. Lorsque Mars veut récupérer la roue Kate refuse et ils commencent à se battre. Blackheart intervient et exige la roue. Kate retourne chez Quade suivie de Mars et Blackheart, ses hommes préférant l'attendre à l'extérieur. Carmen qui avait été capturée par les Pirates réussit à se libérer et à s'enfuir par le portail. Quand Quade voit Kate et Mars revenir, il s'apprête à les attaquer à nouveau mais lorsqu’il aperçoit Blackheart il détourne toute son attention sur lui, leur permettant de s'enfuir. Surprise par les Pirates quand elle sort du navire de Quade, Kate réussit à leur faire croire que c'est Mars qui l'a. Sachant que Mars était le dernier à l'avoir en sa possession ils se lancent à sa poursuite, ne se doutant pas que Kate l'a récupérée entretemps et cette dernière rigolant peut tranquillement s'enfuir par le portail. Alors que Blackheart lutte comme il peut, Quade dit qu'il tient enfin sa vengeance et brusquement éclate de rire, Blackheart en profite pour s'enfuir. Nicholas et Sarah félicitent Kate d'avoir récupéré la roue face à tous les autres. Kate dit qu'ils doivent se méfier des autres, quand Nicholas lui dit qu'ils sont en sécurité dans leur cachette, Kate lui rappelle que Mars sait où ils sont et qu'ils doivent se préparer à sa visite. Au village des Naufragés, Perry s'excuse mais Mars le rassure disant que Blackheart est reparti bredouille, c'est alors que Carmen dit que c'est Kate qui gagne puisqu'elle a eu la roue. Quand elle lui demande ce qu'il a, il répond qu'il sait où elle est, où la trouver et que ce sera un jeu d'enfant de la reprendre puis les deux sourient.

## Épisode 20:Sara est kidnappée
Titre original
Sarah Kidnapped
Numéro de production
20 (1.20)
Première diffusion
- États-Unis :
- Australie :
- France : sur Fox Kids Puis sur Jetix
- Belgique : sur La Deux

Résumé détaillé
Blackheart ordonne à Dugal de nourrir Melvin son perroquet. Quand il est sur le point de le frapper parce qu'il l'a mordu, Blackheart le prévient que s'il le touche il regrettera d'être venu au monde. Puis il révèle à Dugal qu'il bloque sur une phrase qu'il avait lu dans le journal de Quade concernant la roue : "Quand l'Ouest rejoindra l'Est, le mystère de la roue dorée se révèlera". Il décide de trouver la cachette de Kate et kidnapper le bon appât pour en apprendre plus sur la roue. Pendant que Sara s'occupe de Clochette, Kate et Nicholas essaient de savoir à quoi sert la roue. Lorsque Sarah descend à la cascade chercher à boire pour Clochette, elle aperçoit Melvin, le Perroquet et se fait enlever par les hommes de Blackheart. Elle leur dit qu'elle n'a pas peur d'eux, et Cinq Epices lui répond qu'elle a raison qu'elle doit plutôt avoir peur de leur capitaine et ils l'emmènent au bateau. Alors que Kate et Nicholas continuent d'examiner la roue, les plantes parlantes aperçoivent Sarah et préviennent Clochette qui donne l'alerte. Kate et Nicholas comprennent que Sarah a des ennuis et trouvent son mouchoir qu'elle a laissé pour leur indiquer la direction. Ils suivent la piste et la voit être emmenée sur le bateau pirate. Kate veut aller la libérer toute seule mais Nicholas la convainc de demander l'aide de Mars et des Naufragés. Blackheart fait preuve de politesse envers Sarah et veut obtenir des renseignements comme le lieu de leur cachette mais Sarah refuse de parler et lui dit que c'est inutile de faire semblant d'être poli. Mais Blackheart lui répond qu'elle peut parler tant qu'il est de bonne humeur ou après quand il sera de mauvaise humeur et que dans les deux cas elle parlera, mais elle refuse quand même de parler. Au village des Naufragés, Carmen demande pourquoi ils devraient les aider, Kate répond parce que Sarah a été enlevée et qu'elle n'a rien fait aux Naufragés. Carmen accepte à condition qu'ils leur donnent la roue et son fonctionnement, Kate est d'accord mais affirme qu'elle n'a pas encore percée le mystère de son fonctionnement. Carmen n'est pas convaincue, Kate lui réaffirme que c'est vrai puis Carmen lui répond qu'elle va devoir vite trouver car plus elle attendra  et plus ce sera dur pour sa sœur, Kate ne peut que regarder Mars qui ayant entendu toute la conversation, fait mine d'être désintéressé de la situation. Pendant ce temps sur le bateau, Blackheart continue d'être poli mais Sarah refuse toujours de parler. Il tente de la faire céder avec sa tarte préférée Framboise- Coco, Sarah est sur le point de craquer mais Blackheart lui rappelle qu'il veut savoir où est la cachette et elle aura droit à une part. Devant le refus des Naufragés, Kate en revient à son plan initial de sauver Sarah seule, elle part en prenant ses bottes des sept mers tandis que Nicholas rassure Clochette. Devant un énième refus de Sarah de parler, Blackheart s'énerve et jette ce qui reste de la tarte à la mer. Il tente de l'intimider en la menaçant avec le scanner, mais Sarah lui révèle ce que c'est et qu'ils en ont besoin pour rentrer chez eux et que s'il accepte de leur donner ils ne seront plus qu'un souvenir. Blackheart est ravi de tout ce qu'il vient d'apprendre mais lui dit qu'ils n'ont aucune chance de s'en approcher. Au moment où Kate et Nicholas arrivent sur la plage, les Pirates les bombardent de boulets de canon les forçant à se replier. Dugal informe ensuite son capitaine de leur victoire et s'en va. Blackheart se met à chanter et fait exprès de montrer à Sarah où il range le scanner. De leur côté, Kate et Nicholas s'excusent auprès de Clochette d'avoir échoué à sauver Sarah. Kate décide de passer au Plan B : percer le mystère de la roue pour obtenir l'aide des Naufragés. Agacé par le refus de Sarah de révéler où est leur cachette, Blackheart ordonne à Dugal d'enfermer Sarah qui affirme avant d'être emmenée qu'elle ne dira rien mais Blackheart est convaincu du contraire. La nuit venue, Kate et Nicholas n'ont toujours pas réussi à percer le mystère de la roue. De son côté, Sarah se réveille puis parvient à se glisser dans la cabine de Blackheart et à partir avec Melvin à bord d'une chaloupe laissée sans surveillance. Mais Blackheart qui faisait semblant de dormir la regarde s'enfuir, ensuite Dugal et Coupe Gorge la suivent, révélant le plan de Blackheart : suivre Sarah jusqu'à la cachette. Voyant toute la scène, les plantes parlantes donnent l'alerte et Clochette réveille Kate et Nicholas. Kate comprend que Sarah s'est évadée et qu'elle est sur l'île. Grâce à Melvin, Sarah comprend qu'elle est suivie, elle le remercie et poursuit sa route. Nicholas tente de l'appeler dès qu'il la voit mais remarquant les Pirates derrière Sarah, Kate l'en empêche. Nicholas croit que Sarah conduit les Pirates vers leur cachette sans le savoir mais en la voyant changer de direction, Kate comprend que Sarah sait qu'elle est suivie. Sachant qu'elle les emmène à la chute d'eau, ils s'y rendent pour l'aider. Grâce à Nicholas et Kate qui neutralisent Coupe Gorge et Dugal avant de les rejoindre, Sarah et Melvin réussissent à s'enfuir. Kate, Clochette et Nicholas sont si contents d'avoir retrouvé Sarah. Elle s'excuse d'avoir failli amener les Pirates à leur cachette et dit qu'elle aurait dû deviner que c'était un piège, tellement ça été facile d'échapper à Blackheart. Mais Kate la rassure lui disant qu'elle ne pouvait pas savoir et qu'il est rusé. Nicholas lui demande pourquoi elle a amené le perroquet, il ajoute qu'il est "comblé" maintenant qu'elle a un autre compagnon avec une langue comme Clochette. Sarah lui dit de ne pas se moquer de Melvin car c'est lui qui l'a prévenu pour les Pirates, et qu'en plus il a un trésor dans sa cage. Mais quand elle ouvre le tiroir, elle est surprise de le trouver vide, elle dit à Kate et Nicholas qu'elle a vu Blackheart le mettre dedans, ce dernier lui demande si elle en est sûre mais Sarah comprend qu'il a dû voir qu'elle l'observait et est déçue de s'être fait avoir. Sur le bateau, Dugal se fait passer un savon par Blackheart, qui le traite d'imbécile, profondément attristé par l'échec de son plan et la perte de Melvin.

## Épisode 21:L'orage
Titre original
The Storm
Numéro de production
21 (1.21)
Première diffusion
- États-Unis :
- Australie :
- France : sur Fox Kids Puis sur Jetix
- Belgique : sur La Deux

Résumé détaillé
Blackheart envoie Darcy et Coupe Gorge trouver Kate tandis que lui reste dans sa cabine, dévasté par la perte de Melvin, le seul être qu'il ait jamais aimé. Dugal tente de lui souffler des solutions, mais rien n'y fait. Quand il lui dit d'utiliser le scanner pour obliger Kate à lui rendre la roue, il lui répond qu'il ne l'utilisera qu'en dernier recours et le renvoie fou de rage. À la cachette, Sarah prend soin de Melvin, Kate demande qu'il fasse moins de bruit où il les fera repérer, les deux sœurs commencent à se disputer mais se réconcilient vite. Devant l'arrivée imminente des Pirates et de Mars, Kate désigne Sarah comme guetteur. Darcy et Coupe Gorge trouve un sac rempli de pièces d'or et retourne au bateau. Sarah repère Mars et donne l'alerte, Kate dit à Nicholas de cacher la roue avant son arrivée. Mars apparaît et demande à ce qu'on lui rende la roue, il aperçoit le perroquet de Blackheart et traite Sarah de voleuse. Kate lui interdit de traiter sa sœur de voleuse, Sarah se défend disant qu'elle l'a sauvé et le ton monte vite entre Kate et Mars. Sur le bateau, se disputant le sac d'or Darcy et Coupe Gorge se font surprendre par Dugal et sont emmenés vers Blackheart. Ce dernier commençant à perdre la raison, écrase à main nue les pièces d'or en poussière disant que le Fétiche d'or remplira entièrement le bateau et les renvoie. Pendant ce temps, alors que Mars commence à retourner la cachette et est sur le point de se battre avec Kate, Nicholas intervient. Le voyant avec un sac Mars en conclut qu'il a la roue et lui court après. Il le rattrape pour découvrir que le sac est vide. Menaçant Nicholas pour savoir où est la roue, Kate arrive à temps et lui dit qu'elle est là s'il veut se battre mais finalement les deux ennemis partent chacun de leur côté. De retour à la cachette, Nicholas révèle qu'il a caché la roue près d'une corde, Kate dit qu'ils ont eu de la chance mais qu'ils doivent se préparer car Mars pourrait revenir avec toute sa bande, mais Sarah dit que Mars avait donné sa parole de ne jamais révélé l'emplacement de leur cachette. De son côté, Mars fou de rage d'avoir échoué réfléchi à un autre plan, Carmen lui suggère une attaque mais il répond qu'elle doit s'y attendre et finalement décide de lui tomber dessus quand elle aura le dos tourné, au grand plaisir de Carmen. Sur le bateau, ne supportant plus Blackheart et après la destruction des pièces d'or, les Pirates déclenchent une mutinerie, Dugal qui a surpris leur conversation réussit à rejoindre la cabine de son capitaine pour le prévenir, en entendant ça Blackheart sourit. Il dit à Dugal de leur ouvrir mais ce dernier refuse préférant barricader la porte. Sortant le scanner et perdant patience, Blackheart lui demande à nouveau de leur ouvrir et Dugal s'exécute. Coupe Gorge se prépare à frapper Blackheart, mais ce dernier le maîtrise d'une seule main et en pointant le scanner sur les autres met fin à la mutinerie. Blackheart descend à terre avec Dugal, Darcy, Cinq Epices et Coupe Gorge puis allume le scanner pour attirer l'attention de Kate. Elle comprend que Blackheart joue avec le scanner et va à sa rencontre. Après qu'il l'ait éteint, Kate tente de lui expliquer qu'ils sont dans un monde virtuel et qu'il va tuer tout le monde s'il utilise à nouveau le scanner. Les Pirates la croient, même s'ils n'ont pas tout compris mais Blackheart est convaincu que c'est une ruse et Kate préfère s'enfuir. En discutant avec Sarah et Nicholas, elle est convaincue que s'ils donnent la roue ils ne pourront pas trouver le trésor ou récupérer le scanner pour rentre chez eux et qu'ils sont perdants dans les deux cas. Ne supportant plus d'attendre, Blackheart rallume le scanner et déclenche un violent orage. Kate décide de lui donner la roue et fait promettre à Sarah et Nicholas de rester ensemble si elle ne revient pas. Alors que l'orage empire, Nicholas et Sarah protègent Melvin et Clochette comme ils peuvent. Mars réapparaît et leur demande où est la roue et où est Kate. Cette dernière fait face à nouveau à Blackheart et lance la roue pour l'éloigner du scanner afin de l'éteindre, Mars tentera de l'arrêter mais échouera. Il s'enfuira après que Blackheart ait récupéré la roue et avoir dit à Kate qu'elle n'aurait jamais dû lui donner. Kate réussit à éteindre le scanner mais Blackheart surgit devant elle et le récupère, Kate ne peut que s'enfuir laissant Blackheart savourer sa victoire. De retour à la cachette, Kate informe Sarah et Nicholas qu'elle n'a pas pu récupérer le scanner et la console, puis que Mars a débarqué et a essayé de l'empêcher de donner la roue et se demande comment il savait où elle était. Ils finissent par lui avouer qu'ils lui ont dit parce qu'ils s'inquiétaient pour elle, et qu'ils se disaient  qu'il lui donnerait peut-être un coup de main. Furieuse, Kate leur dit que ça été tout le contraire, qu'il faut qu'ils comprennent que Mars est leur ennemi à présent, qu'il est dangereux et qu'à cause de lui Blackheart a toutes les cartes en main à présent. Sur son bateau, grâce à la roue, Blackheart réaffirme son autorité auprès de ses hommes.

## Épisode 22:Derrière la cascade
Titre original
Behind the waterfall
Numéro de production
22 (1.22)
Première diffusion
- États-Unis :
- Australie :
- France : sur Fox Kids Puis sur Jetix
- Belgique : sur La Deux

Résumé détaillé
Nicholas trouve Perry et un autre enfant surveillant le bateau pirate avec une longue vue. Perry lui dit qu'il ne parle pas avec l'ennemi, Nicholas lui répond qu'il ne veut pas d'ennuis et s'en va, mais après son départ Perry et son comparse sourient et le suivent. À la cachette, Kate s'entraîne toujours avec Sarah la regardant. Kate essaie de briser une noix de coco attachée à une corde en mouvement mais rate à chaque fois, Sarah lui conseille de s'inspirer de Mars mais la haine de Kate pour lui est à son apogée, mais quand elle parle d'affronter Blackheart elle réussit à briser la noix de coco, montrant qu'elle a fait de gros progrès. Sur son bateau, Blackheart réussit à déchiffrer le mystère de la roue en joignant les parties Ouest et Est de sa carte, Dugal lui fait remarquer qu'ils doivent emmener la roue vers une cascade. Blackheart et ses hommes se dépêchent de débarquer, Nicholas les espionnant est capturé par Perry et son comparse au moment où il s’apprêtait à partir puis est ligoté comme un saucisson et les deux Naufragés le laissent à la merci des Pirates. Perry rentre prévenir Mars et Carmen disant que les Pirates se dirigent quelque part et qu'ils ont réglé le problème que représentait Nicholas, les deux sourient en entendant tout cela. Nicholas réussit à se balancer et à s'accrocher à un arbre pour se cacher des Pirates et demande à une plante parlante de dire à Clochette que les Pirates se dirigent vers la cascade. Clochette prévient Sarah et Kate de la présence des Pirates. Alors que Kate s’apprête à partir, Sarah lui dit qu'il y a autre chose et Kate comprend qu'ils vont à la cascade, Sarah remercie Clochette avant de partir avec sa sœur. En chemin, elles tombent sur Mars et toute sa bande, quand il leur demande si elles sont pressées Kate répond que non puis les deux sœurs s'en vont, Mars et sa bande n'étant pas du tout convaincus les suivent. Elles tentent de se cacher, mais ils les débusquent facilement. Kate est forcée de leur révéler que les Pirates se dirigent vers la cascade pour qu'ils les laissent tranquilles, cependant Mars les fait prisonnières mais lui et les siens se cachent quand Blackheart et ses hommes arrivent, Kate et Sarah en profitent pour se cacher près de la cascade. À force de se balancer, Nicholas réussit enfin à se libérer. Blackheart ordonne à Dugal de compter un certain nombre de pas qui le mène jusqu'à un arbre, Mars dit à sa bande de se tenir prêt. Blackheart découvre un mécanisme caché derrière la mousse de l'arbre, et fait tourner la roue faisant apparaître une porte qui s'ouvre au milieu de la cascade. Kate en profite pour entrer, Blackheart et ses hommes tentent de la suivre mais sont attaqués par les Naufragés. Kate fait signe à Sarah de refermer la porte mais Mars réussit à rejoindre Kate avant que Sarah ne referme la porte. Carmen ordonne le repli, Sarah enlève la roue du mécanisme et se fait repérer par Blackheart. Nicholas l'ayant rejoint lui dit de lui envoyer la roue et s'enfuit, Blackheart envoie Dugal, Darcy et Coupe Gorge à sa poursuite. De leur côté, Kate et Mars s'engouffrent dans la caverne pour être finalement bloqués par un précipice. Avec les Pirates toujours à ses trousses, Nicholas tente d'escalader un filet pour leur échapper mais est arrêté par Carmen et Perry qui le bloquent en remontant le filet. Carmen lui demande la roue en échange de leur aide, Nicholas leur répond que si les Pirates reprennent la roue tout le monde sera perdant. Les deux Naufragés finissent par accepter de l'aider en descendant le filet mais trop tard car les Pirates réussissent à récupérer la roue. Carmen, furieuse part avec Perry laissant Nicholas seul. Blackheart entre à son tour dans la grotte avec Dugal, Darcy et Coupe Gorge et prend la roue pour que personne d'autre ne les suivent. Nicholas les ayant observé rejoint Carmen et Perry qui ont entretemps rejoint les autres Naufragés cachés. Quand ils entendent Blackheart approcher, Kate et Mars reviennent au précipice, Kate finit par trouver une autre galerie en escaladant la paroi. Mars s'accroche à une liane pour échapper à Blackheart qui les a rattrapés. Ce dernier coupe la liane mais Kate rattrape Mars à temps, ce dernier la remercie de lui avoir sauvé la vie. Dans la galerie, ils trouvent le prochain indice : un œuf en or puis réussissent à sortir de la grotte et à rejoindre leurs amis tout en évitant les Pirates. À la surprise de Nicholas et au déplaisir de Carmen, Kate et Mars se serrent la main, redevenant enfin amis.

## Épisode 23:La trahison de Carmen
Titre original
Carmen's Betrayal
Numéro de production
23 (1.23)
Première diffusion
- États-Unis :
- Australie :
- France : sur Fox Kids Puis sur Jetix
- Belgique : sur La Deux

Résumé détaillé
Kate ramasse des cocos sur la plage tout regardant le soleil levant. Carmen tente à nouveau de monter Mars contre Kate mais sans succès. Kate rentre à la cachette, elle est rejoint peu après par Mars qui se fait insulter par Melvin et il en profite pour lui dire qu'ils sont maintenant tous dans le même camp. En examinant l'œuf en or il entend quelque chose à l’intérieur, il veut le briser mais Kate lui conseille une autre méthode. Blackheart, enragé d'avoir perdu le nouvel indice se rend au village des Naufragés. Kate tente d'ouvrir l'œuf à sa façon mais ne gagne que des moqueries de la part de sa famille et de Mars. Carmen finit par révéler à Blackheart que l'indice trouvé dans la grotte est un œuf en or. De son côté, Kate essaie une autre méthode pour ouvrir l'œuf sans succès, beaucoup à l'amusement de Sarah, Nicholas et Mars. Kate finit par perdre patience et tente de le briser mais échoue. Melvin l'insulte et Kate s'énerve davantage. C'est alors qu'elle pense avoir trouvé la solution et part avec Mars à la cascade. Ils finissent par s'amuser à s'arroser, Carmen les surprend. Au moment où Kate et Mars sont sur le point de s'embrasser, elle s'éclipse furieuse, mais faisant du bruit. En entendant ce bruit, Kate juge plus prudent de retourner à la cachette, et les deux amoureux rentrent. Blackheart est informé qu'il a une invitée surprise : Carmen. Lorsque Sarah et Nicholas voient Kate et Mars trempés, ils leur demandent ce qui s'est passé, ils leur répondent rien du tout puis qu'ils sont tombés dans l'eau mais ils suspectent quelque chose de plus romantique, Kate finit par s'en aller gênée et les trois compères éclatent de rire. Par jalousie envers Kate, Carmen trahit Mars en allant voir Blackheart et en l'aidant à en apprendre plus sur l'œuf en or, il lui confie une mission avant de lui proposer de devenir son espionne. Quand Mars veut discuter avec Kate sur le fait qu'ils ont failli s'embrasser, elle lui répond qu'ils appartiennent à deux mondes différents et que ça ne peut pas marcher entre eux. Carmen les appelle avec le cor et leur dit qu’elle sait ce qu'il faut faire avec l'œuf et où aller après avoir espionné Blackheart. Ce dernier est informé par Dugal que leur alliée a accompli sa mission. Sur le trajet, Carmen fait semblant de se blesser à la jambe, Kate conseille à Mars de la raccompagner pendant qu'elle et Nicholas continuent. Arrivés à la falaise, ils se font capturer par Blackheart et ses hommes. Sur le chemin du retour, Mars et Carmen se reposent. En voyant un serpent, elle prend peur et recule, Mars la rassure disant qu'il n'est pas venimeux mais remarque à ce moment-là qu'elle est plutôt agile, Carmen lui dit qu'elle se sent mieux mais en examinant sa jambe, Mars découvre qu'elle n'est pas du tout blessée. Quand il lui demande pourquoi elle a menti, elle répond qu'elle devait le faire, Mars veut rejoindre ses amis mais Carmen tente de le retenir révélant qu'ils doivent être entre les mains des Pirates, Mars est abasourdi par cette révélation mais part quand même. Pendant ce temps, Blackheart exige d'avoir l'œuf mais Kate préfère le jeter dans le vide. C'est alors que l'œuf se met à voler et retourne dans la main de Kate, à ce moment-là il se transforme en diamant, le prochain indice. Kate confie le diamant à Nicholas qui s'enfuit, les Pirates se lancent à sa poursuite mais Mars intervient et les affronte, Kate en profite pour s'enfuir à son tour. Mars réussit à neutraliser tous les Pirates avant de s'enfuir laissant Blackheart furieux. Pendant que Sarah admire le diamant, Nicholas demande quelle est la prochaine étape, Kate lui répond qu'ils verront bien et les trois fêtent leur victoire. Kate ajoute que quelque chose la préoccupe : comment Blackheart savait où ils se trouvaient et comprend vite que c'est Carmen qui les a trahis. Au village, Mars est furieux contre Carmen disant que ses actions les ont mis en danger, elle se défend en répondant qu'elle n'avait pas le choix et que Blackheart la menaçait, Mars accepte de lui pardonner. Mais en sortant du village, Carmen tombe sur Dugal et Coupe Gorge ils lui disent que leur capitaine veut des informations. Carmen leur répond qu'elle n'est plus leur espionne mais ils lui font comprendre qu'elle n'a pas le choix avant d'éclater de rire, et Carmen est forcée de devenir l'espionne des Pirates.

## Épisode 24:Quade capitule
Titre original
Defeating Quade
Numéro de production
24 (1.24)
Première diffusion
- États-Unis :
- Australie :
- France : sur Fox Kids Puis sur Jetix
- Belgique : sur La Deux

Résumé détaillé
Kate, Sarah, Nicholas et Mars admirent le diamant dans la cachette, et se demandent comment il peut les mener au trésor du Fétiche d'or. Kate ne voit que le journal de Quade comme solution mais Nicholas lui rappelle que c'est Blackheart qui le détient, elle a alors l'idée de lancer un abordage. Pendant ce temps sur son bateau, Blackheart rumine n'ayant rien trouvé sur le diamant dans le journal de Quade. Alors qu'il jure de faire subir à Kate le même sort que Quade, il est informé par Coupe Gorge que Kate est sur la plage et qu'elle brandit un drapeau blanc pour parlementer selon lui, Blackheart accepte et descend sur la plage avec Coupe Gorge, Cinq Epices et Darcy, il charge ce dernier de surveiller les canaux. Kate dit à Blackheart de rester où il est, il lui demande ce qu'elle veut, elle lui répond qu'elle veut parler avec lui, Blackheart comprend qu'il s’agit d'un marché. Pendant que Mars observe la scène, caché dans les fourrés, Kate lui montre le diamant et ajoute que tant qu'il ne lui donnera pas ce qu'elle veut, il ne sera pas à lui. Blackheart se lance à sa poursuite avec ses hommes, laissant Darcy seul. Kate passe le drapeau blanc à Nicholas qui s'enfuit à son tour pendant qu'elle se cache avec Sarah, Blackheart aperçoit le drapeau et les Pirates reprennent la traque. Kate donne le diamant à Sarah, et lui dit de retourner à la cabane pour le mettre à l'abri, puis elle rejoint Mars qui entretemps a neutralisé Darcy. De son côté, Nicholas perd le drapeau en glissant et part se cacher, Blackheart trouve le drapeau et ordonne à ses hommes de trouver Kate. Pendant ce temps, Kate et Mars s'introduisent sur le bateau : avec Kate jouant les prisonnières lorsque Dugal apparaît et Mars se faisant passer pour Darcy avec ses vêtements. Conduite dans la cabine de Blackheart, Kate réussit à manipuler Dugal pour qu'il ouvre la cachette où Blackheart range le journal de Quade. Mars l'assomme avec une poêle puis les deux amoureux tentent de partir avec le journal mais sont surpris par Blackheart et ses hommes. Ils réussissent à se replier dans sa cabine, assommant Dugal une deuxième fois au passage. Kate a juste le temps de trouver et de lire l'énigme sur le diamant, avant de s'enfuir avec Mars au moment où les Pirates enfoncent la porte. Croyant avoir toujours affaire au faux Darcy, Dugal l'assomme avec la poêle disant à son capitaine que c'est un imposteur mais Blackheart lui dit que c'est le vrai Darcy avant de le traiter d’imbécile. Kate et Mars se réjouissent de leur évasion et Kate déduit qu'ils doivent aller avec le diamant dans le navire de Quade où Blackheart l'a tué. Ce dernier furieux que Kate lui échappe encore une fois, et du tour qu'elle lui a joué remarque tout à coup quelque chose parmi les pages du journal de Quade. De leur côté, Kate et Mars arrivent chez Quade, elle essaie de lui dire qu'ils viennent en amis mais au moment où elle parle du Fétiche d'or, il les attaque avec son épée, il les désarme et s'apprête à tuer Kate mais elle dévie son épée grâce à celle de Mars. En lisant l'énigme sur le diamant, Blackheart en déduit que Kate et Mars sont allés chez Quade. Ce dernier s’apprête à déchaîner les éléments pour en finir avec ses ennemis. Kate dit qu'elle ne comprend pas pourquoi il leur refuse son aide, elle ajoute qu'elle n'en a rien affaire du Fétiche d'or et qu'elle veut seulement ramener son frère et sa sœur chez eux auprès de leur père qui les aime. En entendant ce mot, Quade cesse les hostilités, Kate ajoute qu'elle imagine qu'il ignore ce que c'est et qu'un vieux fantôme cruel comme lui ne connaît rien de l'amour. Quade révèle alors qu'il avait une femme qui avait fait fondre son cœur de pirate. Lorsque Kate lui demande ce qui s'est passé, Quade répond qu'elle est perdue, liée à des marchands d'esclaves par un marché. Kate demande s'il était en affaire avec eux, il lui répond que non mais ce traître de Blackheart oui : il leur avait offert leur bateau pour livrer leur cargaison. Quand il a refusé d'honorer cet engagement, ils ont enlevé sa femme et ont déclaré que seul le trésor du Fétiche d'or pourrait la lui rendre et c'est pourquoi Quade a tout fait pour le trouver. Mais il avoue qu'il a échoué et qu'il ne reverra jamais son Annabelle, Kate tente de le réconforter et s'excuse auprès de lui car elle ignorait tout pour sa femme. Elle décide de lui donner le diamant, puis elle entend Blackheart arriver, Quade décide de les protéger en créant des herses. Elle lui demande pourquoi il les aide maintenant, il lui répond parce qu'elle est forte, qu'elle a réussi à rassembler tous les indices et à suivre sa piste avec le diamant. Kate ajoute qu'il le protège depuis si longtemps qu'il a gagné le droit de le garder mais Quade préfère lui laisser, disant que le trésor n'est plus à sa portée, qu'elle est courageuse et qu'elle en est digne. Il lui dit de placer le diamant sous le rayon du soleil et elle découvrira son secret qui est la dernière étape. Mais il lui conseille de se méfier du Fétiche d'or, de ne pas céder à l'avidité et ne pas laisser ses richesses s'emparer d'elle car elles en ont perdu tant d'autres. Puis Quade part s'occuper de Blackheart, faisant fuir ses Pirates. Il lui dit qu'il a échoué comme lui et que c'est Kate qui aura le trésor, Blackheart lui répond qu'il se trompe et que le vainqueur se sera lui et qu'il trouvera le Fétiche d'or. Au moment où Quade crée une autre herse pour emprisonner Blackheart et le tuer, ce dernier réussit à s'enfuir une fois de plus. Kate et Mars suivent les instructions de Quade, et le diamant fait apparaître un hologramme ou carte de lumière représentant toutes les îles du Pirate. Mars remarque une erreur : une île qui soi disant n'existe pas mais Kate lui demande s'il en est sûr, et affirme que Quade avait ses raisons de la leur cacher, parce que c'est ça son secret : l'île secrète et que c'est là qu'ils trouveront le Fétiche d'or.

## Épisode 25:L'île secrète
Titre original
Secret Island
Numéro de production
25 (1.25)
Première diffusion
- États-Unis :
- Australie :
- France : sur Fox Kids Puis sur Jetix
- Belgique : sur La Deux

Résumé détaillé
Kate et Mars découvrent l'île secrète qui vient d'apparaître ainsi que l’icône qui permet d'y accéder. Kate et Mars se réjouissent car ils vont réussir à battre Blackheart mais il devient triste quand il comprend qu'une fois leur quête terminée, Kate va rentrer chez elle. Mars retourne au village prendre ce dont ils auront besoin et tombe sur Perry et Carmen. Il lui confie les Naufragés pendant qu'il sera parti et Carmen en déduit qu'il part en voyage avec Kate. Pendant ce temps, à la cachette Nicholas demande ce qu'ils vont faire de Melvin, Kate lui répond que tout est arrangé : Mars reviendra et s'occupera de lui. Après que Melvin traite Nicholas d'imbécile, il lui dit qu'il le regrettera aussi tandis que Sarah se prépare à partir avec Clochette. Kate refuse que Sarah emmène Clochette avec elle, sa jeune sœur décide alors de rester avec elle, Kate finit par céder à la plus grande joie de Sarah. Kate, Sarah, Clochette, Nicholas et Mars franchissent l’icône et arrivent sur l'île secrète sans savoir que Perry et Carmen les espionnent. Elle envoie Perry au village prévenir les autres Naufragés puis part de son côté disant qu'elle le rejoindra plus tard. Pendant ce temps, le groupe de Kate explore l'île secrète mais tombe dans un piège aux rayons lasers. Carmen va trouver Blackheart et veut qu'il lui jure de ramener tous les Naufragés chez eux en échange de ses informations sinon Kate va trouver le Fétiche d'or avant lui, Blackheart finit par jurer sur sa tête et sur celles de tous ses Pirates. Quand Carmen lui parle d'une nouvelle île jaillie des flots, l'île secrète au large de l'île hantée, Blackheart ne la croit pas, la traite de sorcière et de menteuse puis ordonne à Dugal et Coupe Gorge de l'emmener mais il se ravise quand il voit l'île secrète sur l'une de ses cartes. Il donne l'ordre de s'y rendre et les quatre montent sur le pont sans s'apercevoir que Perry, qui a suivi Carmen a tout entendu et réalise qu'elle a trahi Mars. Kate réussit à déjouer le piège des rayons lasers et met Nicholas et Mars à l'abri, mais Sarah trébuche et reste coincée avec Clochette. Sarah dit qu'elle n'y arrivera pas parce qu'elle n'est pas aussi douée que sa sœur mais cette dernière réussit à lui redonner confiance et Sarah réussit à déjouer le piège à son tour et rejoint le groupe avec Clochette. Entretemps, Blackheart accompagné de ses Pirates et de Carmen arrive au large de l'île secrète. Il trahit Carmen disant qu'il ne veut pas s'encombrer d’une langue de vipère comme elle, et ordonne à ses Pirates d'enfermer cette traîtresse. Carmen lui rappelle qu'ils ont un accord mais Blackheart lui répond qu'elle est aussi folle qu'enragée et la traite de sorcière avant que ses Pirates l’emmènent. Avant que le groupe de Kate ne reprenne la route, Mars détruit le piège aux rayons lasers. Perry se montre à Carmen, elle lui dit de la détacher mais il lui demande ce qu'était le marché qu'elle a passé avec Blackheart. Elle lui dit qu'elle l'a fait pour le bien de tous les Naufragés, car Blackheart n'aurait rien su de cette île si elle ne lui avait rien dit et que Mars et Kate les ont abandonnés. Mais Perry lui répond que c'est pour elle qu’elle l'a fait et pour personne d'autre, pas pour eux pour elle et sa jalousie, et lui dit qu'elle est une vraie traîtresse. De leur côté, le groupe de Kate arrive devant l'entrée bloquée par une partition représentant des notes de musique. Sarah reconnaît la neuvième symphonie de Beethoven et essaie de la chanter mais n'arrive pas à le faire à la bonne hauteur. Kate en déduit qu'il faut la chanter à la bonne hauteur et à la bonne tonalité, Nicholas dit que c'est cuit car aucun d'entre eux ne sait chanter aussi haut mais Sarah sourie et réplique qu'il y a quelqu'un : Clochette. Pendant ce temps, Blackheart et ses hommes réussissent à franchir le piège aux rayons lasers qui est révélé toujours actif mais endommagé. Grâce à Clochette, le groupe de Kate réussit à entrer. Perry, qui a finalement accepté de libérer Carmen, fait diversion pour éloigner Darcy et un autre Pirate laissé en arrière pour surveiller les chaloupes, pendant que lui et Carmen s'enfoncent dans l'île. Le groupe de Kate s'enfonce davantage dans la grotte, pour arriver devant un précipice contenant de la lave en fusion. Kate remarque un chemin en pierres le long de la muraille, et réussit à le franchir mais au moment où les autres s’apprêtent à la rejoindre, Blackheart et ses hommes arrivent et les capturent. Ils obligent Kate à faire demi-tour, puis Blackheart ordonne à Dugal de récupérer le sabre de Mars et de reprendre le sien détenu par Kate. Blackheart jette son sabre de remplacement dans la lave avant de récupérer le sien, déclarant qu'il est enfin de nouveau entier. Il oblige ensuite Kate et son groupe à descendre le précipice jusqu'à un rocher entouré de lave en fusion. Carmen et Perry qui s'étaient engouffrés dans la grotte sont capturés par Géant et Cinq Epices et rejoignent les autres prisonniers. Carmen s'excuse auprès de Kate et de Mars pour ce qu'elle a fait. Blackheart déclare à Kate que ceci est sa victoire définitive et que le Fétiche d'or est à lui , puis il s'en va avec ses hommes, laissant Kate triste et abattue. Mars tente de la réconforter en disant qu'elle a fait de son mieux, mais Kate lui répond que ça n'a pas suffi parce qu'ils se retrouvent pris au piège, désarmés, loin de tout, battus, et que c'est uniquement de sa faute parce qu'elle les a entraînés là.

## Épisode 26:Le retour à la maison
Titre original
Going Home
Numéro de production
26 (1.26)
Première diffusion
- États-Unis :
- Australie :
- France : sur Fox Kids Puis sur Jetix
- Belgique : sur La Deux

Résumé détaillé
Sarah réussit à réconforter Kate en lui disant qu'elle doit suivre son instinct et avoir confiance en elle. Pendant ce temps, Blackheart et ses hommes arrivent dans un cul-de-sac mais Dugal découvre accidentellement le passage secret qui conduit au Fétiche d'or, et les Pirates se retrouvent face à lui (une énorme statue représentant un Faucon à corps d'homme avec des ailes). Blackheart ordonne à Coupe Gorge de lui donner son sabre puis le pose sur une stèle et le Fétiche d'or le change en or. De son côté, Kate réussit l'impossible en sautant si haut qu'elle atterrie au sommet de la galerie conduisant au Fétiche d'or. Blackheart ordonne à Dugal de sortir les objets contenus dans les sacs pour les transformer en or un par un. Quand Coupe Gorge demande s'ils se partageront tout, son capitaine lui répond qu'il se contentera de ce qu'il lui donnera. Kate récupère la corde des Pirates et libère tout le groupe, Carmen la trouve incroyable. Kate demande à Perry s'il y a d'autres Pirates, il lui répond qu'il n'y en a que deux qui gardent les canaux, elle décide de séparer le groupe : Carmen retourne au village avec Perry et Nicholas, tandis que Kate garde Sarah, Clochette et Mars pour aller dire bonjour à Blackheart. Elle lui dit qu'il a crié victoire trop tôt car elle est toujours là, mais ce dernier réplique qu'il a trouvé le Fétiche d'or et que c'est lui qui a gagné, puis envoie ses hommes contre Kate mais cette dernière utilise son nouveau pouvoir pour les éviter. Sarah s'empare d'un sac rempli d'or et Blackheart envoie Cinq Epices et un Pirate à ses trousses pendant que Géant et Coupe Gorge affronte Kate. Mars vient en aide à Sarah en neutralisant puis en ligotant Cinq Epices et son comparse, puis les deux retournent aider Kate. Kate continue d'éviter les attaques en sautant mais sans arme, elle ne peut répliquer. Mars arrive et lui passe un sabre. Blackheart perdant patience ordonne à Dugal que tout ce qu'il a à sa portée devienne de l'or, pendant ce temps Géant affronte Kate, et Mars prend Coupe Gorge. Sarah se cache pour observer le combat, Coupe Gorge l'aperçoit et s'empare d'elle alors que Géant se rendait, ayant deux adversaires contre lui. Coupe Gorge leur dit de jeter leurs sabres, Sarah crie à sa sœur de ne pas s'en faire pour elle, mais Kate obéit ainsi que Mars. Kate, Sarah et Mars sont ligotés tandis que Blackheart continue à exiger toujours plus d'or, Dugal lui dit qu'ils en ont déjà trop et lui demande comment ils vont le transporter jusqu'au navire, mais Blackheart ayant complètement perdu la raison et étant comme possédé par l'avidité menace son second et exige toujours plus d'or. Grâce à la force de son esprit, Kate réussit se libérer ainsi que Sarah et Mars. Elle dit à Blackheart que Quade avait raison et qu'il doit arrêter où il va tous les détruire. Blackheart décide d'affronter Kate dans un dernier combat tandis que Mars prend Géant et Coupe Gorge après que Sarah s’était cachée. Grâce à sa maîtrise du combat, Kate désarme Blackheart, elle lui dit qu'il a perdu et qu'il doit se rendre, mais ce dernier répond : "Pas Question" puis sort son poignard. Il pousse Kate jusqu'à la stèle, ce qui active le Fétiche d'or, mais au moment où il s’apprête à la tuer, Kate lui dit qu'elle savait qu'il allait faire ça puis s'écarte et Blackheart est transformé en statue d'or par le Fétiche. Mais juste après la mort de Blackheart, le Fétiche d'or devient fou et tire sur tout ce qui bouge, Dugal, Coupe Gorge et Géant s'enfuient abandonnant leur butin. Pour sauver Sarah et Mars, Kate s'empare du sabre d'or tombé pendant la fuite de Dugal, saute en faisant face au Fétiche et lui renvoie son rayon. Tout à coup, tout commença à s'écrouler, Kate s'enfuie avec Sarah et Mars qui récupère les sacs d'or et libère Cinq Epices et son comparse au passage. Le groupe tombe sur Nicholas revenu les chercher, mais n'ayant pas le temps de s'enfuir en chaloupe ils franchissent l’icône et assistent à la destruction de l'île secrète. Plus tard, les Pirates se sont réformés, ont choisi Carmen comme nouveau capitaine qui garde Dugal comme second, et aident les Naufragés à charger l'or. En remerciement de tout ce qu'elle a fait, Carmen remet le scanner et la console à Kate, scellant à jamais leur amitié. Elle demande à Mars s'il veut venir avec eux mais il décide de rester sur l'île. Après des adieux émouvants, Carmen part avec les Naufragés et son nouvel équipage pour rentrer chez eux. Peu après, Kate et Mars se disent au revoir à leur tour et échangent un baiser, elle lui promet de revenir et qu'il l'attendra. Puis Kate, Sarah et Nicholas rentrent enfin chez eux. Ils remarquent que tout est exactement comme ils l'avaient laissé, comme si rien ne s'était passé, comme s'ils avaient tout imaginé, mais tout à coup Sarah se rend compte que Clochette, qui était toujours dans sa sacoche, a fait le voyage avec eux, ce qui la réjouit. Kate, Sarah et Nicholas réalisent alors qu'ils n'ont pas tout imaginé et que les îles du Pirate existent bien.